# Hearts on Parade
Hearts on Parade è il terzo album in studio della band pop punk American Hi-Fi, pubblicato nel 2005 dalla Maverick Records.

## Tracce
1. Maybe Won't Do – 3:26
2. Hell Yeah! – 3:06
3. The Geeks Get the Girls – 2:50
4. We Can't Be Friends – 3:22
5. Something Real – 3:50
6. Highs and Lows – 3:17
7. The Everlasting Fall – 3:29
8. Separation Anxiety – 3:35
9. Baby Come Home – 2:51
10. Where Did We Go Wrong – 3:06
11. Hearts on Parade – 7:55

## Formazione
- Stacy Jones - voce, chitarra
- Jamie Arentzen - chitarra, controvoci
- Drew Parsons - basso, controvoci
- Jason Sutter - batteria